# Mezze

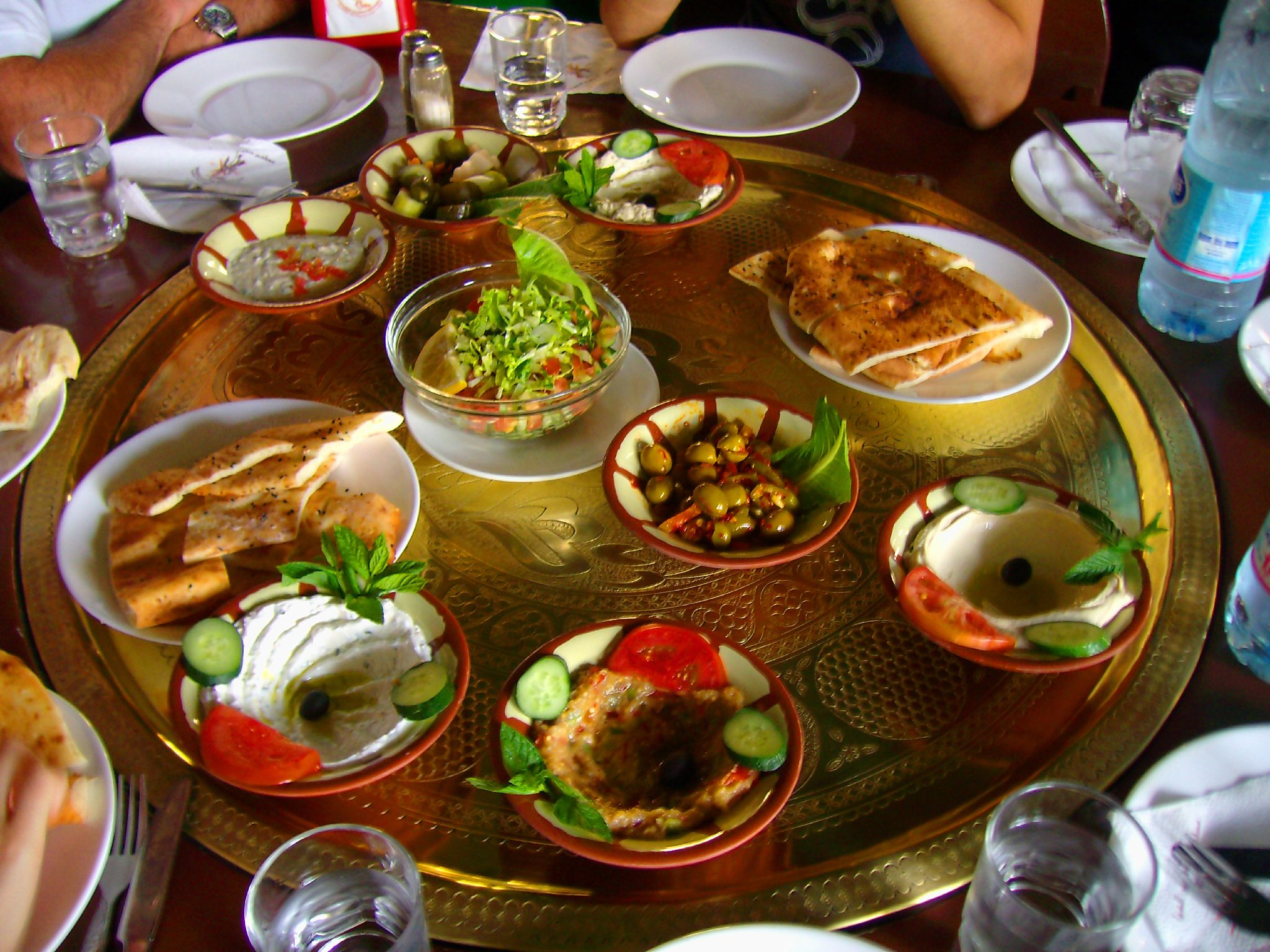
Mezza in Petra, Jordanien

Als Mezze oder Meze bezeichnet man die Art des Servierens der Vorspeisen in verschiedenen Ländern in Vorderasien und einigen Ländern in Südosteuropa.

## Allgemeines
Der Begriff wird oft als Bezeichnung für bestimmte Speisen verwendet, was jedoch nicht zutrifft.

## Verbreitung und Bezeichnungen
Der Ursprung des Wortes soll im Persischen mazze bzw. mazīdan für „Geschmack“ bzw. „Imbiss“ liegen. Eine ähnliche Bedeutung hat es im Türkischen. In vielen Nachfolgestaaten des Osmanischen Reichs und seiner Nachbarstaaten im Kaukasus ist dieses Speisenangebot bzw. der Begriff – und die damit verbundene Tradition – verbreitet.
Hier eine Auswahl an Bezeichnungen:
- Arabischer Sprachraum: مازة māza bzw. مزة mazza,
- Türkei, Aserbaidschan und Türkische Republik Nordzypern: türkisch meze,
- Iran: maze (مزه),
- Griechenland: meze oder mezés (griechisch μεζές), Plural mezedes (griechisch μεζέδες),
- Südslawischer Sprachraum: meze oder meza (kyrillisch мезе, меза).

In Damaskus und anderen syrischen Regionen, dem Libanon und in der Türkei werden die Meze (die kleinen Vorspeisen-Teller) in der Mitte des Tisches angerichtet, damit die Gäste sich während des Naschens unterhalten können. Dazu werden in den arabischen Ländern typische arabische Getränke wie Grüner Tee, Wein oder Arak gereicht. In der Türkei wird typischerweise Rakı, Wein oder türkischer Tee zu Mezze gereicht.

## Varianten der Zubereitung
Als Mezze werden in der arabischen Küche die Vorspeisen im Allgemeinen bezeichnet. Hier hatten die Küchen der Türkei und des Libanon starken Einfluss auf die Zutaten und Zubereitung. Typische Zutaten sind Kichererbsen, Tahin, Joghurt, Auberginen, Tomaten, Oliven und Olivenöl, als Gewürze kommen oft Kreuzkümmel, Koriander oder Gewürzsumach intensiv zum Einsatz. Bekannte arabische Gerichte sind unter anderem: Falafel, Baba Ghanoush, Fatousch, Fatteh, Ful, Hummus, Kibbe Nayé, Kibbeh, Mutabbal, Taboulé, Tahina.
In der Türkei versteht man unter Meze Gerichte, die in größerer Anzahl auf kleinen Tellern serviert werden. Dabei kann es sich um Snacks handeln, Salate, Aufstriche oder Beilagen, die auch als Hauptmahlzeit dienen können. Sie werden hauptsächlich in warme oder kalte Meze unterteilt. An der Ägäis werden andere Meze serviert als zum Beispiel im Südosten des Landes; zuhause und in Restaurants werden andere Meze serviert als in einer traditionellen Meyhanes (mey- für Wein und -hane für Haus, in Küstennähe auch taverna genannt), das sind spezielle Restaurants, die nur Meze servieren. Dort suchten sich die Gäste aus einer sehr großen Auswahl viele kleine Teller mit Meze zu ihrem Getränk aus, meistens Rakı oder Wein, welche dann zügig auf dem Tisch verteilt werden. In der Türkei gibt es mehr als 1500 verschiedene Speisen, die als Meze bezeichnet werden. Unter anderem werden folgende Gerichte serviert: Arnavut ciğeri, Dolma, Haydari, Muhammara, Tarator, Cacık, Biberli Yoğurt Salatası, Babagannuş und Tarama. Dazu gehört immer Wassermelone und ein türkischer Käse – Beyaz Peyniri.
In Griechenland sind Meze generell eher weniger stark verbreitet. Dort haben sich dafür die mezedopoleia (μεζεδοπωλεία) etabliert, Gastronomieeinrichtungen, die sich auf den Verkauf von Mezes-typischen Speisen spezialisiert haben. Es sind noch die gleichen Gerichte wie zu Zeiten des Osmanischen Reiches, da diese im ganzen Reich verbreitet waren.
Auf Zypern versteht man unter Meze eine typische Landesspeise, die einen Querschnitt über die kulinarischen Spezialitäten Zyperns verschafft. Dort unterscheidet man zudem zwischen Meze, die hauptsächlich aus Fleischgerichten, und „Fisch-Meze“, die aus verschiedenen Fischgerichten besteht. In Zypern wird oft noch der eigene Käse, der Halloumi (griech.) oder Hellim (türk.), serviert.
In den südslawischen Staaten wird unter Meze eine Art kaltes Buffet verstanden. Üblicherweise besteht dieses aus Schinken, Speck und Wurst, gekochten Eiern, Gemüse (oft Salzgurken) und Ajvar oder Kajmak sowie verschiedenen Käsesorten (Schafskäse, Kačkavalj u. a.).